# Central hidroeléctrica Pilmaiquén
La central hidroeléctrica Pilmaiquén es una central generadora de electricidad por energía hidráulica ubicada a 40 kilómetros al oriente de la ciudad de Osorno. Fue construida entre los años 1940-1944. Inicialmente requería 130 m³/s que eran desviados del río Pilmaiquén (Bueno) mediante una barrera de concreto armado de 100 m de largo y una altura de hasta 3 m que los dirigía a un canal de aducción con una sección de 100 m² y un largo de 460 m.
Las aguas llegaban a la sala de máquinas por cuatro tubos paralelos de 52 m de largo con un ángulo de inclinación de 50°. Tres tubos tienen un diámetro de 2,3 m y el cuarto de 3,7 m que son empalmados a turbinas generadoras de 4600 kW y 10.600 kW respectivamente.

Central hidroeléctrica Pilmaiquén.